# Guellala
Guellala (in berbero Iqellalen) è una cittadina della Tunisia che si trova sulla costa meridionale dell'isola di Gerba.

## Società

### Lingua
Guellala è il solo centro dell'isola che sia ancora interamente berberofono. Il parlare di Guellala (che presenta minime variazioni rispetto a quello della vicina Sedouikech) è stato finora molto poco studiato. Il nucleo originario sembra essere zeneta, anche se vi si osservano apporti da molte e diverse regioni berberofone.

### Religione
Il 100% degli abitanti di Guellala sono musulmani ibaditi (un ramo dei kharigiti), e non malikiti come gli altri Tunisini. 

## Cultura

### Musei
Da qualche anno il villaggio ospita anche un notevole museo etnografico che illustra le tradizioni popolari di Gerba e del resto della Tunisia.

## Economia

### Artigianato
Questa località è celebre in tutto il paese per la bravura dei suoi vasai, la cui attività risale ad epoche remote e si perde nei secoli: letteralmente iqellalen significa "vasai", e anche un'etimologia del nome antico di Guellala, haribus vuole che si tratti della latinizzazione (con resa all'ablativo) di un nome punico heres dal significato di "vaso di terracotta".
Guellala si trova al centro di una zona ricca di argilla, che viene utilizzata per le terrecotte locali. All'origine di questa attività sta soprattutto l'esigenza di immagazzinare i prodotti agricoli, in particolar modo l'olio di oliva, il prodotto principale dell'isola. E anche oggi, pur esistendo recipienti industriali capaci e leggeri (soprattutto in plastica), una giara di terracotta è sempre considerata più adatta alla buona conservazione dell'olio. La specialità dei migliori vasai di Gerba è infatti la fabbricazione di giare di grande capacità (fino a 300 litri), destinate a contenere cereali, datteri e olio d'oliva. Ma i prodotti di questo artigianato servono anche a infiniti altri usi: dai vasi impiegati per riporre indumenti (in luogo degli armadi, rarissimi nelle case tradizionali) a dei recipienti di foggia speciale, tondeggiante, fatti per essere legati insieme tra loro e calati sott'acqua per attirare polpi che poi vengono pescati recuperando i vasi stessi.
Tradizionalmente la terracotta di Guellala non è smaltata ed è lasciata con la sua colorazione naturale (normalmente rossastra; tendente al bianco se nell'acqua dell'impasto si aggiungeva acqua marina salata). I soli colori utilizzati erano il giallo e il verde, limitatamente a produzioni particolari (per esempio piastrelle). Oggigiorno però tale decorazione tradizionale tende a cadere in abbandono, parallelamente anche alla diminuzione dei bravi vasai (negli anni cinquanta si calcolavano circa 500 vasai, mentre attualmente ne restano in attività una quarantina). Col calo della richiesta di vasi tradizionali per usi agroalimentari, si è avuto invece un aumento della richiesta di oggetti meno ingombranti per i numerosi turisti dell'isola. Da qui è nato uno dei prodotti più tradizionali dell'artigianato guellaliano odierno, il "cammello magico", la cui invenzione viene generalmente attribuita a Messaoud Elghoul (m. 1972). 

## Galleria d'immagini

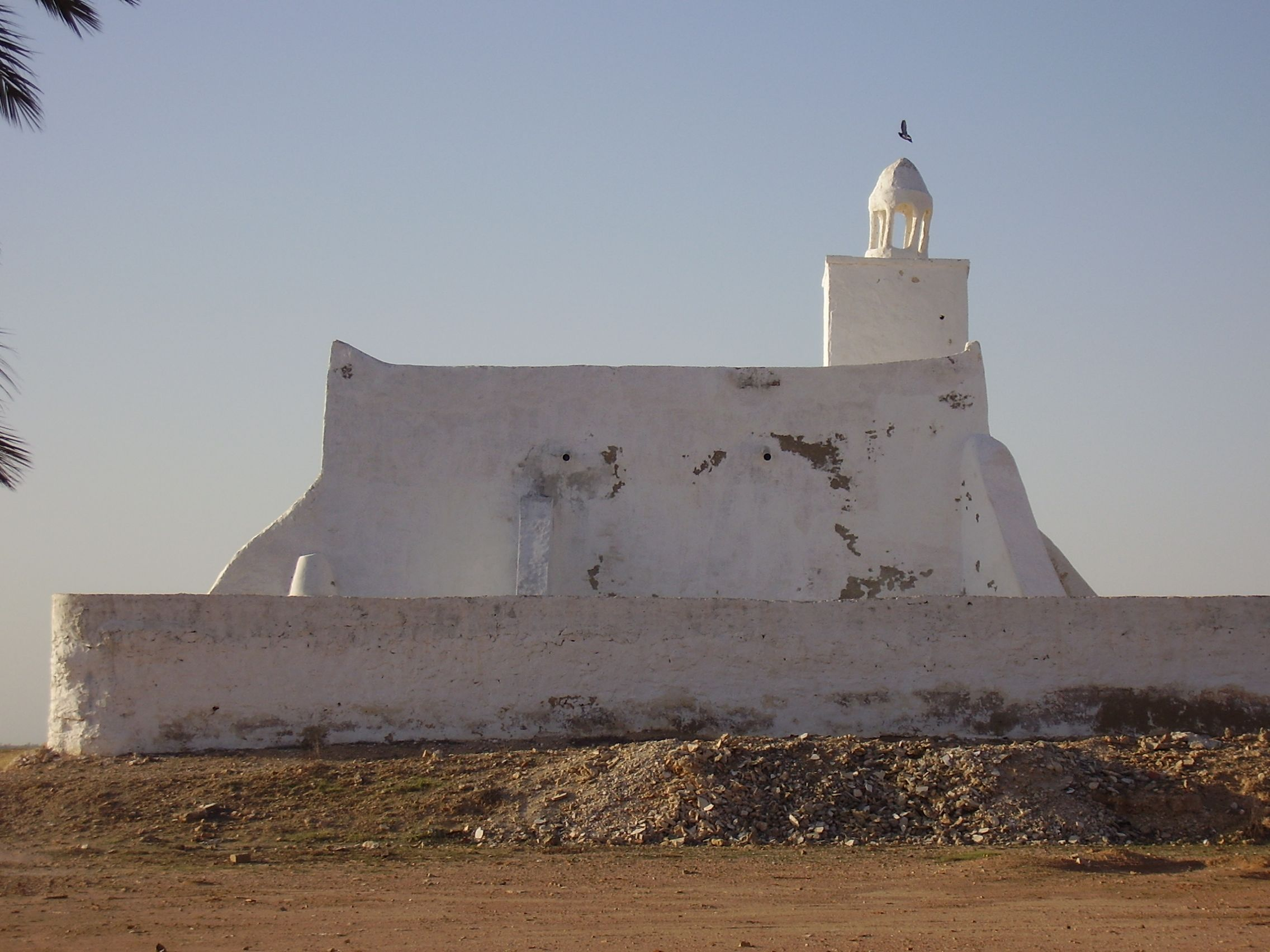
Una moschea di Guellala ("Tamezgida n Iqellalen")
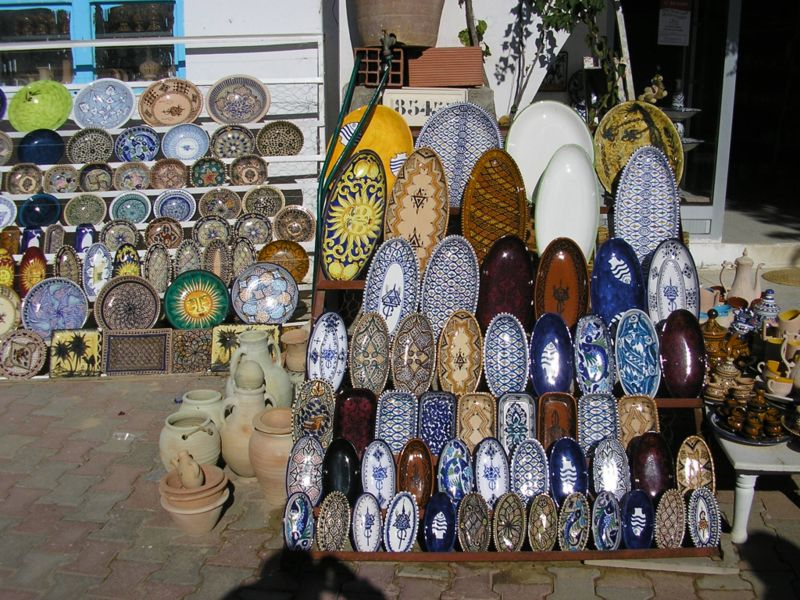
Venditore di terrecotte
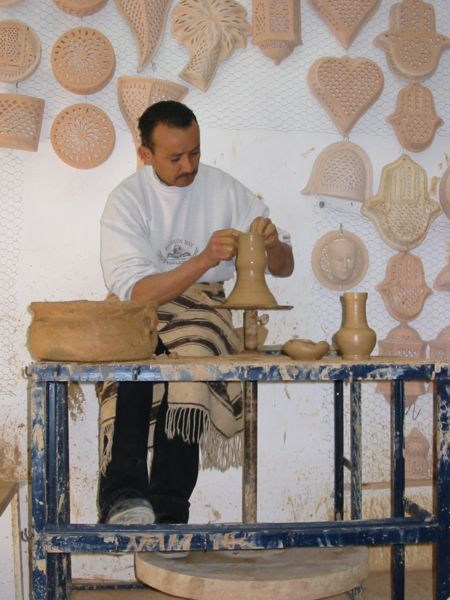
Vasaio al lavoro
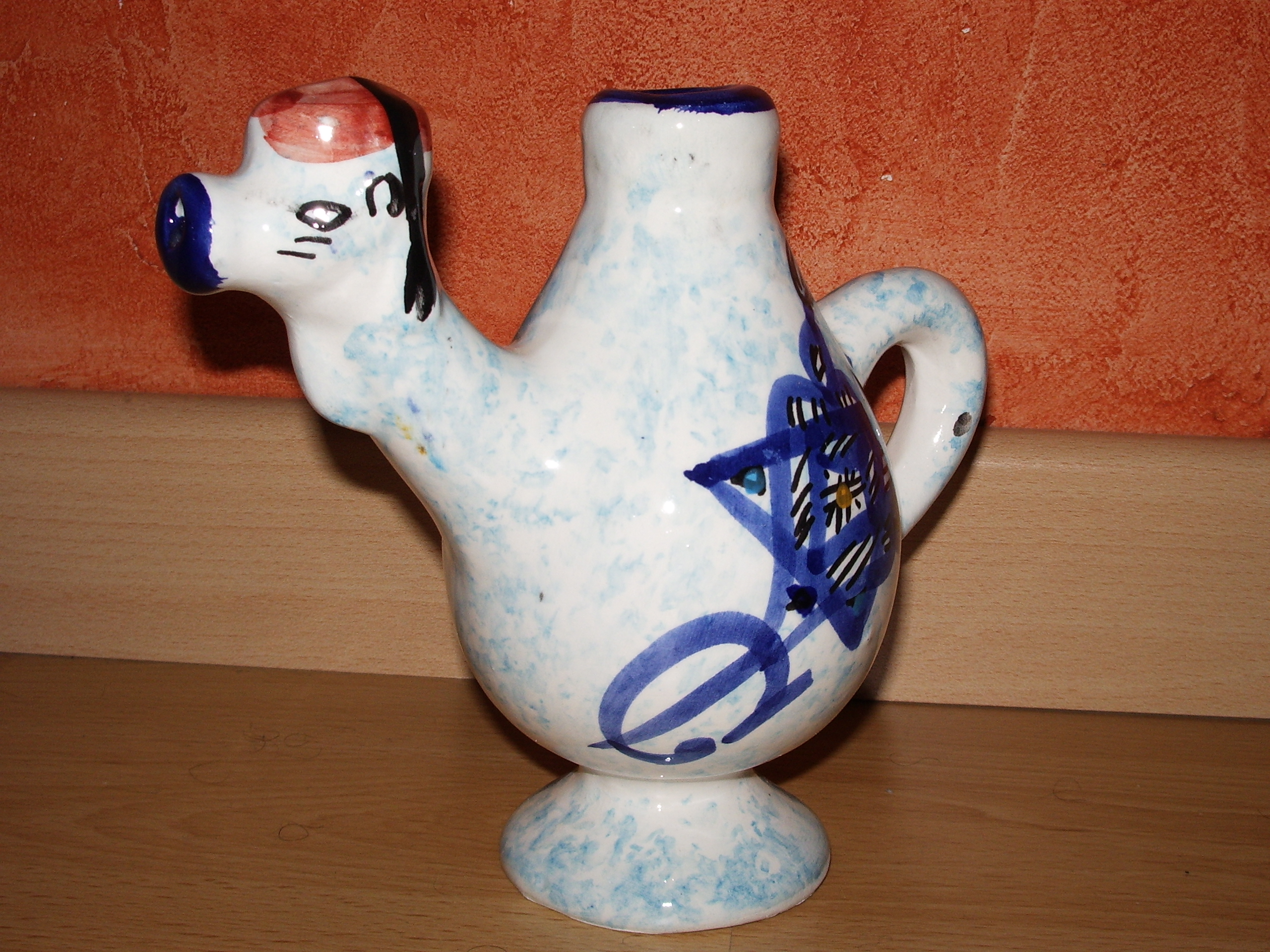
Cammello magico